# NGC 654
NGC 654, är en öppen stjärnhop i stjärnbilden Cassiopeia. Stjärnhopen upptäcktes 1787 av William Herschel.
Med en skenbar magnitud på 6,5 kan den observeras med handkikare. Den ligger 2,5° nordost om stjärnan Delta Cassiopeiae och ungefär 1° nordost om Trumpler 1. I samma lågeffektfält kan man också se de öppna stjärnhoparna NGC 663 och NGC 659. Hopen omger en gulaktig stjärna av 7:e magnituden, en superjätte av spektralklass F5 Ia, som möjligen ingår i gruppen.

## Egenskaper
NGC 654 är en mycket ung stjärnhop, ungefär 15 miljoner år gammal, men kan vara så gammal som 40 miljoner år, med en tidsspridning av stjärnbildning på minst 20 miljoner år. Hopens centrala region visar mindre rodnad än resten av hopen. En förklaring som ges är det faktum att mellan solsystemet och stjärnhopen ligger två stoftlager, ett på 200 pc och ett större på 1Kpc. Bakom hopen finns ytterligare ett stoftskikt. I hopen ingår ca 80 stjärnor. Den tidigaste spektraltypen är runt B0 och i hopen ingår också några ljusstarka stjärnor, som HD 10494, F5 Ia, samt tre Be-stjärnor.
NGC 654 antas utgöra en del av stjärnföreningen Cassiopeia OB8, som ligger i Perseusarmen av Vintergatan tillsammans med de öppna stjärnhoparna M103, NGC 663, NGC 659, och några superjättestjärnor spridda mellan dem, som alla har liknande åldrar och avstånd.

## Galleri
|                           |
| NGC 654 - av Kanwar Singh |

|                                        |
| Karta som visar positionen för NGC 654 |